# I'm Still Breathing (canción de Katy Perry)
«I'm Still Breathing» (en español: Todavía Respiro) es una balada de la cantante y compositora estadounidense Katy Perry, para su primer álbum de estudio One of the Boys. Fue escrita por Katy Perry y Dave Stewart. La canción fue publicada el 12 de septiembre de 2008. Pero no llegó a ninguna de las listas musicales de algún país, sin embargo, tampoco recibió ninguna certificación. La canción habla de la ruptura en una relación y lo negativo que termina en ella.

## Información de la canción
La canción primero fue grabada en los estudios de Aerowave Studios, en Los Ángeles y, luego también se grabó en Surrey, Reino Unido, en los estudios de Unstable Studios. Fue publicada por la ASCAP y, administrado por Universal Music. Ella trabajó con David Stewart en la creación de canciones con una atmósfera melancólica. Él dijo para una entrevista para Songfacts.com que habla sobre la ruptura de una relación con algunos contextos raros. Puede relacionarse fácilmente con Thinking of You

## Presentaciones en vivo
- The Hotel Café: El 12 de enero de 2009, Katy Perry, se presentó en The Hotel Café, donde interpretó algunas canciones, entre ellas I'm Strill Breathing.
- Hello Katy Tour: En el 2009, en cada concierto de la gira, interpretó la canción. Esta era igual a la versión del álbum y la tenía a ella cantando con detrás su banda.

## Estructura

### Estructura musical

El tema está compuesto en la tonalidad de Re menor.

«I'm Still Breathing» es una balada compuesta en compás de 4/4 y en la tonalidad de Re menor. Está escrita en la forma estribillo-verso-estribillo. La interpretación musical de la canción inicia con una balada de un piano y una guitarra a noventa y seis pulsaciones por minuto.

### Contenido lírico
La canción fue grabado en el Reino Unido, con David Stewart, que fue el productor y el escritor, según él explicó que sobresale en la escritura de canciones con un tipo de melancolía en el ambiente, él dice que: "Si usted va a escuchar el álbum de Katy Perry, la melancolía y una realidad triste la canción es "I'm Still Breathing".

## Créditos y personal
| - Voz principal: Katy Perry. - Productor: David Stewart. - Grabación: Ned Douglas y Bill Malina. - Mezcla de sonido: Joe Zook. - Piano: Katy Perry. | - Programación: Ned Douglas. - Programación adicional: Jeff Bova. - Guitarra y otros instrumentos: David Stewart. |